# Jardin (Isère)
Jardin település Franciaországban, Isère megyében. Lakosainak száma 2156 fő (2022. január 1.). Jardin Saint-Sorlin-de-Vienne, Vienne, Les Côtes-d’Arey és Estrablin községekkel határos.

## Népesség
A település népességének változása:
| Lakosok száma | 518  | 1180 | 1527 | 2131 | 2222 | 2211 | 2207 | 2156 | 2171 | 2156 |
|               | 1968 | 1982 | 1990 | 2006 | 2013 | 2015 | 2017 | 2019 | 2020 | 2022 |

## Testvérvárosok
- Stanghella, Olaszország, 2002 óta